# Ред и закон: Торонто
Ред и закон: Торонто (енгл. Law & Order Toronto: Criminal Intent) је канадска полицијско-процедурална правна драма чија премијера била 22. фебруара 2024. на Citytv-у. Заснована је на америчкој серији Ред и закон: Злочиначке намере, састоји се од десет епизода, смештена је у Торонто у Онтариу и биће усредсређена на крими приче „истргнуте са наслова“.
Серија је премијерно почела 22. фебруара 2024. на Citytv-у Очекује се да има 10 епизода. и постала је прва драма године у ударном термину привлачећи 1,10 милион прегледа у првој епизоди. Прва сезона броји 10 епизода.

## Премиса
У рату против злочина у Торонту, детективи Усавршене јединице за кривичне истраге гоне најгоре преступнике. Ово су њихове приче.

—Уводн текст који чита Стивен Зирнкилтон.
Овај психолошки трилер умотан у кривичну истрагу прати елитну екипу детектива која истражује убиства и мићење високог профила у метроу Торонта.

## Улоге
- Ејден Јанг као Детектив наредник Хенри Граф
- Кетлин Манро као Детективка наредница Френки Бејтмен
- Карен Робинсон као Инспекторка Вивијен Холнс
- К. К. Колинс као Заменик крунског тужиоца Тео Форестер

## Епизоде
| Сезона | Сезона | Епизода | Премијерно емитовање | Премијерно емитовање |
| Сезона | Сезона | Епизода | Почетак емитовања    | Завршетак емитовања  |
| ------ | ------ | ------- | -------------------- | -------------------- |
|        | 1      | 10      | 22. фебруар 2024.    | 16. мај 2024.        |
|        | 2      | 10      | 20. фебруар 2025.    | 15. мај 2025.        |
|        | 3      |         | 2026.                | 2026.                |

## Производња

### Развој
У јуну 2023. објављено је да је Ред и закон: Торонто добио наруџбу од 10 епизода засновану на изворној серији коју је направио Дик Волф за Universal Television. Серију продуцирају продукција "Ларк" и "Cameron Pictures". Међу редитељима ће бити Холи Дејл која режира прву, трећу и последњу епизоду, као и Дејвид Велингтон, Питер Стебинс, Судз Сатерленд, Рејчел Лајтерман, Винифред Џонг, Шерон Луис и Дејвид Стрејтон.
Епизода „Опасна извештачица“ је делимично подстрекнута бруком са крек кокаином у коју је умешан бивши градоначелник Торонта Роб Форд 2013.
Серија је обновљена за другу и трећу сезону у јуну 2024. []

### Избор глумаца
У октобру 2023. године, за главну глумачку поставу серије је најављени су Ејден Јанг, Кетлин Манро, Карен Робинсон, К. К. Робинсон, Никола Кореја-Дамуд, Араја Менгеша и Тами Исбел.